# 亞歷克斯·梅雷特
亚历克斯·梅雷特（義大利語：Alex Meret，發音：[ˈaːleks meˈrɛt]；1997年3月22日—），意大利足球運動員，現效力意甲球會拿玻里，意大利國家足球隊成員，司職守門員。

## 俱樂部生涯
阿列克斯·梅雷特1997年3月22日出生在烏迪內，出自烏迪內斯青訓體系。斯帕爾在16/17賽季升級意甲，梅雷特在在2017年1月28日才代表斯帕爾完成了自己的意甲首秀。
2018年夏天以2200萬歐元轉會費外加300萬歐元獎金的價格從烏迪內斯轉投到拿玻里，不过由于在训练中手臂骨折，他一直没能代表那不勒斯出场。
現時，他與那不勒斯另一位門將奧斯賓拿輪流上陣。

## 國家隊生涯
梅雷特在意大利各級青年隊都有出場過，4次U16出場，13次U17出場，2次U18出場，19次U19出場。在2018年3月22日，梅雷特完成了自己的U21首秀，代表意大利U21在對陣挪威U21的比賽中出場。
2021年6月，梅雷特入選了義大利參加2020年歐洲國家盃的大名單。7月11日，他作為後備門將隨隊獲得歐洲國家盃冠軍。

## 榮譽

### 俱樂部
那不勒斯
- 義大利盃冠軍：2019–20[9]
- 意甲冠軍：2022–23[10]、2024–25[11]

### 國家隊
義大利
- 歐洲國家盃冠軍：2020[8]

### 勳章
- 5級／騎士－意大利共和國功勳騎士勳章：2021[12]

## 外部連結
- Soccerway資料庫：亞歷克斯·梅雷特
- 亞歷克斯·梅雷特在FootballDatabase.eu中的档案
- 阿莱克斯·梅雷特 （页面存档备份，存于）在意甲官网中的档案（義大利語）
- 阿莱克斯·梅雷特 （页面存档备份，存于）在TuttoCalciatori.net网站中的档案（意大利文）
- 阿莱克斯·梅雷特 （页面存档备份，存于）在意大利足协官网中的档案（義大利語）